# Neoplocaederus elongatulus
Neoplocaederus elongatulus es una especie de escarabajo longicornio del género Neoplocaederus, tribu Cerambycini, subfamilia Cerambycinae. Fue descrita científicamente por Holzschuh en 1993.

## Descripción
Mide 28 milímetros de longitud.

## Distribución
Se distribuye por Arabia Saudita.